# Nombre dual
En mathématiques et en algèbre abstraite, les nombres duaux sont une algèbre associative unitaire commutative à deux dimensions sur les nombres réels, apparaissant à partir des réels par adjonction d'un nouvel élément ε avec la propriété ε2 = 0 (ε est un élément nilpotent). Ils ont été introduits par William Clifford en 1873.
Ils sont notamment utiles pour fournir un outil de dérivation automatique. Ils ont également des applications en physique.

## Définition
Tout nombre dual s'écrit de façon unique sous la forme z = a + bε avec a et b réels. Le plan de tous les nombres duaux est un « plan complexe alternatif » qui complète le plan complexe ordinaire {\displaystyle \mathbb {C} } et le plan des nombres complexes déployés. Le « cercle unité » des nombres duaux est constitué des nombres de la forme z = a + bε avec a = ±1 puisque ceux-ci satisfont z z* = 1 où z* = a – bε. 
Cependant, exp(bε) = 1 + bε, donc l'image de l'axe des ε par l'application exponentielle est seulement la moitié du « cercle ».

## Généralisation

### Représentation polynomiale
Cette construction peut être étendue plus généralement : pour un anneau commutatif R, on peut définir les nombres duaux sur R comme le quotient de l'anneau de polynômes R[X] par l'idéal (X2) : l'image de X est alors de carré nul et correspond à l'élément ε ci-dessus. Cet anneau et ses généralisations jouent un rôle important dans la théorie algébrique des dérivations et des différentielles de Kähler (formes différentielles purement algébriques).

### Propriétés algébriques
Avec cette description, il est clair que les nombres duaux sur R forment une R-algèbre associative et commutative de dimension 2, donc un anneau commutatif de même caractéristique que R (c'est-à-dire de caractéristique 0 dans le cas usuel où R est le corps des réels).
Le nombre dual z = a + bε est une unité (c'est-à-dire un élément inversible) si et seulement si a est une unité dans R. Dans ce cas, l'inverse de z est z*/a2. Par conséquent, les nombres duaux sur un corps commutatif quelconque (ou même un anneau local commutatif) forment un anneau local.
L'anneau R[ε] n'est pas un corps (puisque les éléments de la forme 0 + bε ne sont pas inversibles), ni même un anneau intègre (puisque tous les éléments de cette forme sont des diviseurs de zéro).

### Représentation matricielle
Comme dans le cas des nombres complexes, on peut facilement représenter les nombres duaux sur R par des matrices. Le nombre dual z = a + bε peut être représenté par la matrice {\displaystyle {\begin{pmatrix}a&b\\0&a\end{pmatrix}}}, l'unité réelle 1 par {\displaystyle {\begin{pmatrix}1&0\\0&1\end{pmatrix}}} et l'« unité complexe » ε par {\displaystyle {\begin{pmatrix}0&1\\0&0\end{pmatrix}}}.
L'addition et la multiplication des nombres duaux sont alors données par l'addition et la multiplication matricielle. Le produit de z par son « conjugué » z* := a – bε est égal au déterminant a2 de la matrice correspondante.

## Différentiation
Une application des nombres duaux est la dérivation automatique. Considérons les nombres duaux ci-dessus. Étant donné un polynôme réel quelconque {\displaystyle P(X)=p_{0}+p_{1}X+p_{2}X^{2}+\ldots +p_{n}X^{n}}, on peut étendre directement le domaine de ce polynôme des réels vers les nombres duaux. Ainsi, nous avons ce résultat : {\displaystyle P(a+b\varepsilon )=P(a)+bP'(a)\varepsilon }, où {\displaystyle P'} est la dérivée de {\displaystyle P}. En calculant sur les nombres duaux, plutôt que sur les réels, nous pouvons utiliser ceci pour calculer les dérivées des polynômes. Plus généralement, nous pouvons définir la division sur les nombres duaux et ainsi, avoir accès à la définition des fonctions transcendantes des nombres duaux, en définissant 
{\displaystyle f(a+b\varepsilon )=f(a)+bf'(a)\varepsilon }.
En calculant les compositions de ces fonctions sur les nombres duaux et en examinant les coefficients de {\displaystyle \varepsilon } dans le résultat, nous voyons que nous avons automatiquement calculé la dérivée de la composition.

## Applications en physique
Les nombres duaux trouvent des applications en physique, où ils constituent un des plus simples exemples non triviaux d'un superespace (en). La direction le long de ε s'appelle la direction « fermionique », et le composant réel est appelé la direction « bosonique ». La direction fermionique a gagné son nom à partir du fait que les fermions obéissent au principe d'exclusion de Pauli : avec un échange de coordonnées, la fonction d'onde de mécanique quantique change de signe, et ainsi disparaît si deux coordonnées sont mises ensemble ; cette idée physique est contenue dans la relation algébrique ε2 = 0.

## Applications en cinématique
Les nombres duaux trouvent des applications en mécanique, plus précisément en cinématique, en permettant de combiner des rotations et des translations. Par exemple, les nombres duaux permettent de transformer les équations d'entrée/sortie d'un mécanisme sphérique à quatre barres, qui ne comportent que des liaisons rotoïdes, en un mécanisme spatial à quatre barres (rotoïde, rotoïde, rotoïde, cylindrique). Les angles dualisés deviennent ainsi des assemblages d'une partie primitive, les angles, et d'une partie duale, qui possède des unités de longueur.